# George Shelley
George Paul Shelley (27 de julio de 1993) es un cantante, compositor, actor y personalidad de radio y televisión británico. Es conocido por ser un exmiembro de Union J.
En 2015, compitió en la decimoquinta temporada del programa de telerrealidad I'm a Celebrity...Get Me Out of Here! quedando segundo. Copresentó el programa Capital Breakfast y también apareció en el programa de la BBC Murder in Successville.

## Primeros años
Es hijo de Dominic Shelley y Toni Harris y nació en Clevedon, North Somerset. Asistió a The Kings of Wessex Academy en Cheddar antes de graduarse del Weston College en 2011.

## Carrera

### Union J
En 2012, George era parte de la banda británica Only the Young, pero dejó la banda para audicionar en la novena temporada de The X Factor como solista cantando "Toxic" pero fue eliminado en la casa de los jueces, junto a la boyband Triple J. Sin embargo, debido a que Rough Copy tuvo que dejar el programa, dejó el puesto vacante. El mánager de Triple J, Blair Dreelan, fue contactado por los productores de The X Factor para que el grupo volviera a la competición que la condición de que Shelley fuera añadido al grupo. Todos aceptaron la oferta y la banda se convirtió en Union J y llegaron a la final junto a la banda Times Red. Union J quedaron cuartos, por detrás de Chris Maloney, Jahméne Douglas y el ganador James Arthur.
El 3 de marzo de 2016, Shelley dejó la banda para centrarse en carrera como actor y presentador.

### Televisión y radio
Shelley firmó con la agencia MN2S en 2015, pero lo dejó por Coalition Talent donde es representado por el agenre Vinesh Patel para su trabajo en vivo y Ashley Vallance de Cole Kitchenn for management. En 2016, George se unió a la estación de radio Capital Breakfast como presentador. A principios de 2016, George presentó la alfombra roja de los Brit Awards, y para E! los Globos de Oro.
En abril de 2017, dejó Capital Breakfast.

### Actuación
En julio de 2016, Shelley hizo su debut con un cameo en la serie Murder in Successville en la temporada 2 episodio 4 como Sidekick.

### Como solista
Shelley anunció que lanzaría su EP en solitario en 2016. El sencillo principal del EP "360" fue lanzado el 20 de noviembre de 2016.
También modeló y lanzó un calendario en 2017.

### The X Factor - Retorno
Shelley volvió a The X Factor en su decimocuarta temporada el 2 de diciembre de 2017 repitiendo al día siguiente, donde presentó y entrevistó a los finalistas, sus familias y a amigos.

## Vida personal
El 3 de febrero de 2016 dijo que se identificaba como bisexual, sin embargo, en julio de 2018 confirmó ser gay.
La hermana de George, Harriet, murió en un accidente automovilístico en 2017.